# Königspython
Der Königspython (Python regius) ist eine Schlangenart innerhalb der Familie der Pythons (Pythonidae). Diese Schlange bewohnt die Tropen West- und Zentralafrikas und ernährt sich von Vögeln und kleinen Säugetieren, wie zum Beispiel Mäusen oder Ratten. Wie alle Mitglieder der Familie ist sie eine ungiftige Würgeschlange. Der Königspython ist mit einer maximalen Gesamtlänge von etwa 2 m die kleinste Art in der Gattung der Eigentlichen Pythons (Python).

## Beschreibung
Der Körper ist kräftig, der Schwanz kurz, auf ihn entfallen etwa 10 % der Gesamtlänge. Der breite Kopf ist deutlich vom Hals abgesetzt, die Schnauze ist breit gerundet.
Von oben gesehen sind die großen Nasenlöcher am Kopf deutlich sichtbar.

### Maße und Gewicht
Adulte Individuen haben meist Kopf-Rumpf-Längen von 0,8 bis 1,6 m und erreichen maximal etwa 2 m Gesamtlänge, einige Exemplare erreichten jedoch selbst in Gefangenschaft eine  Länge von 2,4 m; das Gewicht beträgt 1-3,2 kg. Königspythons sind damit die kleinsten Vertreter der Gattung Python. Weibchen sind im Mittel etwas größer und schwerer als Männchen.
Im Rahmen einer Studie in Togo gefangene adulte Weibchen maßen durchschnittlich 116,2 cm (Kopf-Rumpf-Länge) und wogen im Durchschnitt 1276 g; Männchen waren im Schnitt 111,3 cm lang und wogen im Durchschnitt 1182 g. Die maximale Länge bei Weibchen betrug 1,70 m und das Maximalgewicht lag bei 3224 g; das längste Männchen maß 1,40 m, wobei der Gewichtsrekord bei 2460 g lag. Als adult wurden in dieser Studie Weibchen bezeichnet, die mindestens 95 cm lang waren, da trächtige und demnach also geschlechtsreife Weibchen mindestens diese Länge hatten; für Männchen wurde dieselbe Körperlänge als Kriterium für die Einstufung als adult genutzt.
Für eine Feldstudie in Nigeria gefangene Weibchen hatten eine durchschnittliche Kopf-Rumpf-Länge von 97,7 cm, Männchen erreichten hier im Schnitt nur 82,7 cm.
Bei einer Studie in Ghana wurde nach Angaben der Autoren kein Größenunterschied zwischen den Geschlechtern festgestellt, die angegebenen Maße legen jedoch auch dort zumindest größere Maximallängen der Weibchen nahe, diese hatten Gesamtlängen zwischen 83,9 cm und 185,9 cm, im Durchschnitt 123,2 cm; Männchen waren zwischen 99,9 cm und 170,4 cm lang, durchschnittlich 125,2 cm.

### Beschuppung
Das Rostrale ist groß und deutlich abgesetzt. Die Internasalia sind lang und zugespitzt. Die vorderen Praefrontalia sind ebenfalls groß und deutlich hervorgehoben. Dahinter folgt ein Band unregelmäßig geformter Schuppen, die wahrscheinlich die hinteren Präfrontalia darstellen. Das Frontale ist meist groß und zweigeteilt, kann aber auch nur als eine Gruppe unterschiedlich großer, unregelmäßiger Schuppen ausgebildet sein. Die Supraocularia sind groß und ungeteilt oder bestehen aus mehreren kleineren Schuppen.
In der Seitenansicht befinden sich zwischen dem großen Nasale und dem Auge eine schwankende Zahl unterschiedlich großer Zügelschilde (Lorealia) und zwei bis vier Präocularia. Es gibt drei bis vier Postocularia. Die Anzahl der großen Supralabialia kann zwischen 10 und 11 liegen, die ersten vier bis sechs zeigen tiefe Labialgruben mit ziemlich schmalen, schrägen Schlitzen. Entweder grenzen die fünfte oder sechste Supralabiale direkt an das Auge, oder zwischen diesen und dem Auge befindet sich eine Reihe von Subocularia. Die vorderen zwei bis drei Infralabialia zeigen rundliche Labialgruben.
Die Anzahl der Bauchschuppen (Ventralschilde) variiert zwischen 191 und 207, die Zahl der Subcaudalia zwischen 28 und 47 und die Anzahl der dorsalen Schuppenreihen in der Körpermitte zwischen 53 und 63.

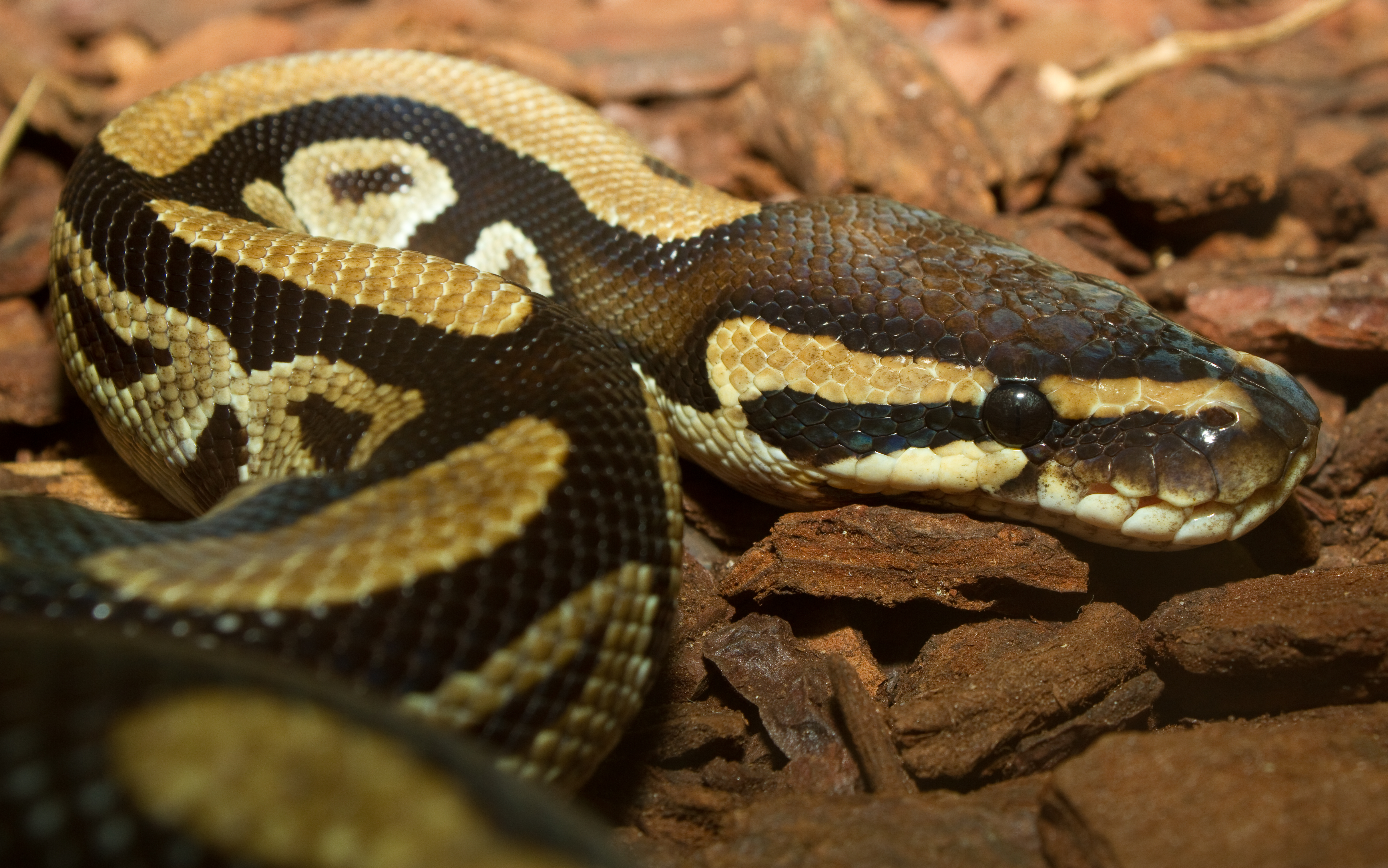
Königspython, Porträt

### Färbung
Die Grundfarbe des Körpers ist hell- bis dunkelbraun. Häufig verläuft etwa im vorderen Körperviertel sowie in Schwanznähe auf der Rückenmitte ein mehr oder weniger kontinuierliches Band großer, gelblich brauner bis beigebrauner, runder oder langgezogener Flecken. An den Flanken weist die Art ebenso gefärbte, große, runde oder langovale, meist hell gerandete Flecken auf; häufig mit einem dunklen Zentrum. Diese Flecken erstrecken sich in der Körpermitte auch regelmäßig bis auf die Rückenmitte oder sind dort miteinander verbunden. Der Kopf zeigt einen hellen, breiten Augenstreif von den Nasenöffnungen bis zum Hinterkopf; darunter schließt ein schwarzbraunes Band an, das bis zum Schnauzenwinkel reicht. Dieses wird hinter dem Auge durch ein weiteres helles Band nach unten begrenzt. Die Iris hat einen dunklen Schwarzgrauton. Die Färbung der Bauchseite ist weiß bis cremefarben.

## Verbreitung und Lebensraum

Verbreitungsgebiet des Königspythons

Der Königspython ist über weite Teile West- und Zentralafrikas verbreitet. Das Verbreitungsgebiet reicht von Gambia nach Osten bis in den Sudan. Die Art ist hinsichtlich ihres Habitates sehr anpassungsfähig, sie besiedelt den geschlossenen tropischen Regenwald ebenso wie Savannen und landwirtschaftlich genutzte Gebiete bis in die Randbereiche von Siedlungen.

## Systematik
Der Königspython wurde 1802 von George Shaw als „Boa Regia“ erstbeschrieben. Der heute gültige Name Python regius wurde 1844 von André Marie Constant Duméril & Gabriel Bibron eingeführt. Für den Königspython wurden bisher keine Unterarten beschrieben.
Nach einer molekulargenetischen Untersuchung bilden Heller Tigerpython, Dunkler Tigerpython, Nördlicher Felsenpython und die Blutpythons gemeinsam das Schwestertaxon des Königspythons.

## Lebensweise
Die Art ist dämmerungs- und nachtaktiv, über diese nächtliche Aktivität oder die Jagdmethoden im Freiland ist wie bei den meisten Arten der Gattung bisher offenbar nichts bekannt. Ganze 90 % des Tages verbringen Königspythons in Verstecken, meist in Termitenhügeln oder Nagerbauten. In Gefangenschaft klettern junge Individuen gern, ältere Königspythons sind überwiegend bodenbewohnend. Der englische Name „Ball Python“ bezieht sich darauf, dass sich die Schlange als Jungtier bei Bedrohung oft eng zusammenrollt, wobei der Kopf innen liegt und so durch die Körperschlingen geschützt ist.

## Nahrung
Soweit bekannt, ernähren sich Königspythons ausschließlich von kleinen Säugern und Vögeln. Bei einer Untersuchung im Südosten von Nigeria ernährten sich Individuen unter 70 cm Gesamtlänge fast ausschließlich von Nestjungen und eben flüggen Vögeln, während bei Tieren mit über 100 cm Länge fast ausschließlich Säuger als Nahrung nachgewiesen wurden. Insgesamt bestand die Nahrung der Männchen zu 70 % aus Vögeln, der restliche Anteil bestand aus Säugern; bei Weibchen lag der Vogelanteil bei nur 33 %. Dieser Unterschied wurde jedoch sekundär vor allem auf die im Mittel größeren Körpermaße der Weibchen zurückgeführt. Unter den näher bestimmbaren erbeuteten Vögeln dominierten Tauben (Familie Columbidae), unter den näher bestimmbaren Säugern die Echte Streifengrasmaus (Lemniscomys striatus), die zu den Afrikanischen Weichratten gehörende Praomys tullbergi und weitere Echte Mäuse (Familie Muridae). Die Ergebnisse weisen darauf hin, dass junge Königspythons auch im Freiland überwiegend auf Bäumen (arboreal) leben und ab einer gewissen Größe immer stärker bodenbewohnend sind.

## Fortpflanzung
Königspythons legen 3–14 Eier, die Eiablage erfolgt in Bauten von Nagern, Schildkröten oder in selbst gegrabenen Höhlen. In Togo umfassten Gelege 3–12 Eier, die durchschnittliche Gelegegröße betrug 7,7 Eier. Vor der Eiablage wogen die Weibchen im durchschnittlich 1944 g, nach der Eiablage 1235 g, die Gelege machen also  ca. 36 % der Körpermasse der Weibchen aus. Eier von Wildfängen waren cremeweiß, wogen im durchschnittlich 86 g und maßen im Schnitt 6,9 × 4,2 cm. Die Brutbiologie der Art wurde an Wildfängen unbekannter Herkunft intensiv im Labor untersucht. Zur Bebrütung rollt sich das Weibchen ähnlich einem Turban über dem Gelege zusammen, wobei der Kopf oben und im Zentrum liegt. Das Weibchen dreht das hintere Drittel des Körpers um etwa 90° nach außen, so dass die Eier zum Teil von der Bauchseite umfasst werden und so in einer Art Bruttasche liegen. Im Gegensatz zu den Weibchen einiger anderer Arten der Gattung Python reagierten die Weibchen bei Absenkung der Umgebungstemperatur nicht mit Muskelzittern; gegenüber der Umgebungstemperatur war die Eitemperatur allenfalls um einige Zehntelgrade erhöht. Offenbar dient das Umschlingen der Eier bei dieser Art nicht zur Gewährleistung einer optimalen Bebrütungstemperatur, sondern in erster Linie der Reduktion der Wasserverdunstung aus den Eiern und dem generellen Schutz des Geleges vor Prädatoren. Im Labor verließ das Weibchen die Eier nur zur Häutung und zum Trinken und nahm keine Nahrung auf. Die Jungschlangen schlüpften in einem sehr engen Zeitintervall nach einer Brutdauer von ca. 60 Tagen. Sie wogen beim Schlupf im Durchschnitt 50 g, hatten eine Kopf-Rumpf-Länge von  40 cm und eine Gesamtlänge von 43 cm. Die Jungschlangen begannen sehr variabel nach 20–40 Tagen zu fressen. Nach 6 Monaten hatte sich ihr Gewicht mehr als vervierfacht, die Kopf-Rumpflänge betrug nun durchschnittlich 57 cm, die Gesamtlänge 62 cm.
In Ghana hatten frisch geschlüpfte Jungschlangen, die in einer Farm aus der Natur entnommenen Gelegen erbrütet wurden, sehr ähnliche Körpermaße. Diese Jungschlangen hatten eine durchschnittliche Gesamtlänge von 40,2 cm und wogen durchschnittlich 55,7 g.

## Alter und Lebenserwartung
Angaben zum Durchschnitts- und Maximalalter frei lebender Individuen sind nicht vorhanden; für in Gefangenschaft gehaltene Königspythons werden Höchstalter bis 40 Jahre angegeben. Die durchschnittliche Lebenserwartung eines Königspythons liegt allerdings bei ca. 20-30 Jahren, wobei die weiblichen Tiere eine höhere Lebenserwartung haben als ihre männlichen Artgenossen.

## Königspython und Mensch
Der Königspython wird in großen Mengen für die Terrarienhaltung gezüchtet und gefangen. Er wird aufgrund seiner Schönheit, seiner vergleichsweise geringen Größe und des geringen Verkaufspreises sehr häufig gehalten, was offensichtlich einer der Gründe ist, warum in der Terraristik bisher 73 unterschiedliche Farbvariationen (=Morphen) gezüchtet wurden.
Genaue Zahlen aus dem Gesamtverbreitungsgebiet der Art sind nicht verfügbar, aber allein aus Ghana wurden von 1989 bis 1993 insgesamt 98.179 Königspythons exportiert, davon 29.935 nach Europa Obwohl die Art lange als ungefährdet galt, führt die IUCN Königspythons mittlerweile auf der Vorwarnliste (potentiell gefährdet), da aufgrund der starken Nutzung für den Haustierhandel sowie als Nahrungs- und Lederlieferant die Bestandszahlen stetig sinken und die Art zumindest lokal verschwinden könnte.  Königspythons waren in landwirtschaftlich genutzten Bereichen häufig und spielen dort vermutlich eine wichtige Rolle bei der Regulation von ernteschädlichen Nagetieren, weshalb sie bei den Bauern dort gern gesehene Gäste sind. In einigen Gebieten Ghanas und auch Benins gilt die Art sogar als heilig und darf nicht getötet werden, auch außerhalb dieser Gebiete werden die Schlangen dort nur selten getötet.
Ghana zählt zu den afrikanischen Staaten, die sich frühzeitig um eine bestandsschonende Nutzung des Königspythons bemüht haben. In mehreren anderen afrikanischen Staaten wurden die von der EU festgelegten Importquoten jedoch so weit überschritten, dass die EU 1999 ein Importverbot für Königspythons aus diesen Staaten erlassen hat. Diese sind die Zentralafrikanische Republik, Kongo, Äquatorialguinea, Gabun und Liberia.

## Galerie
Durch die stark verbreitete Zuchthaltung entwickelten sich etliche besondere Farbausprägungen, hier einige Beispiele mit deren englischen bei Züchtern üblichen Bezeichnungen:

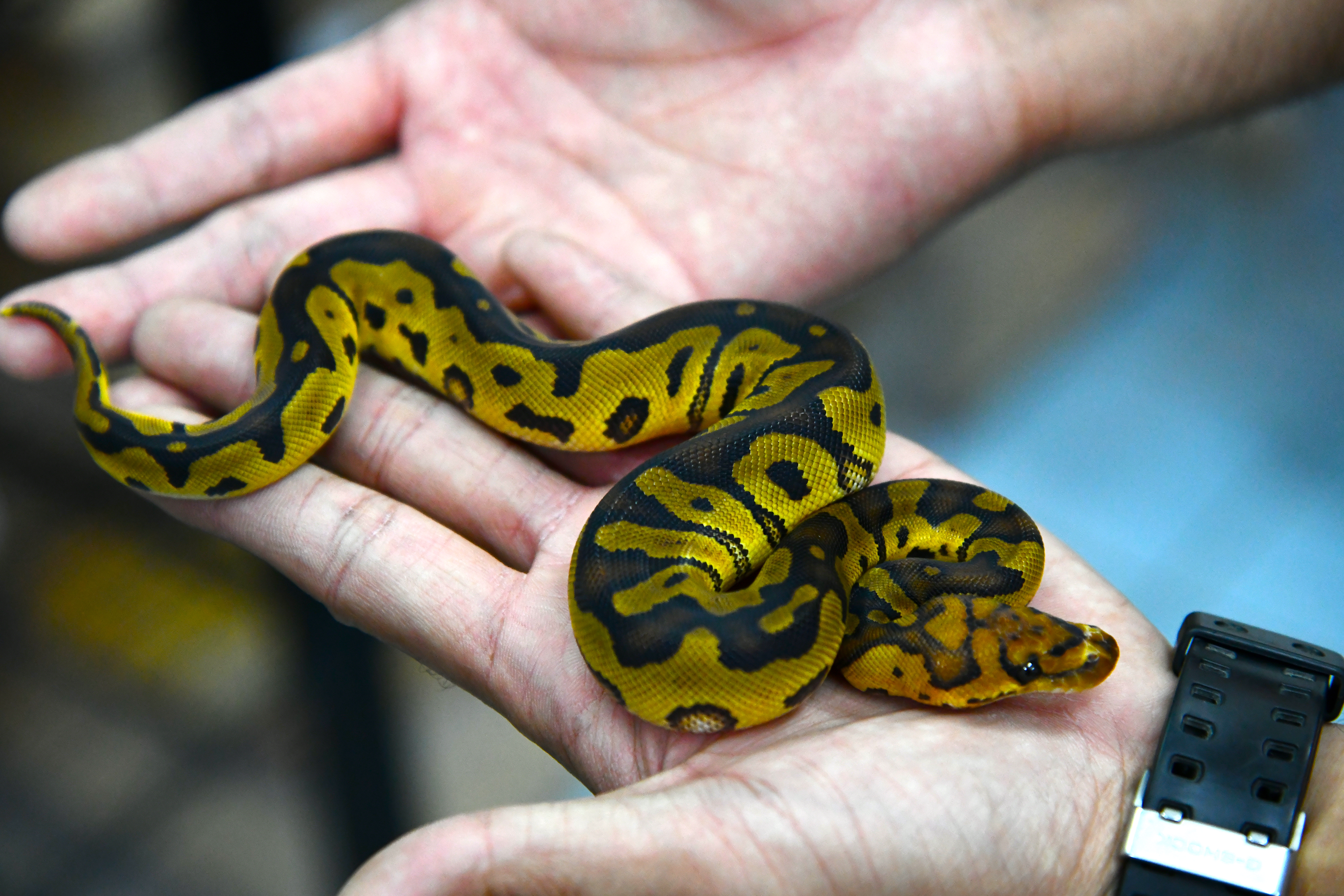
Gravel Clown ball python.
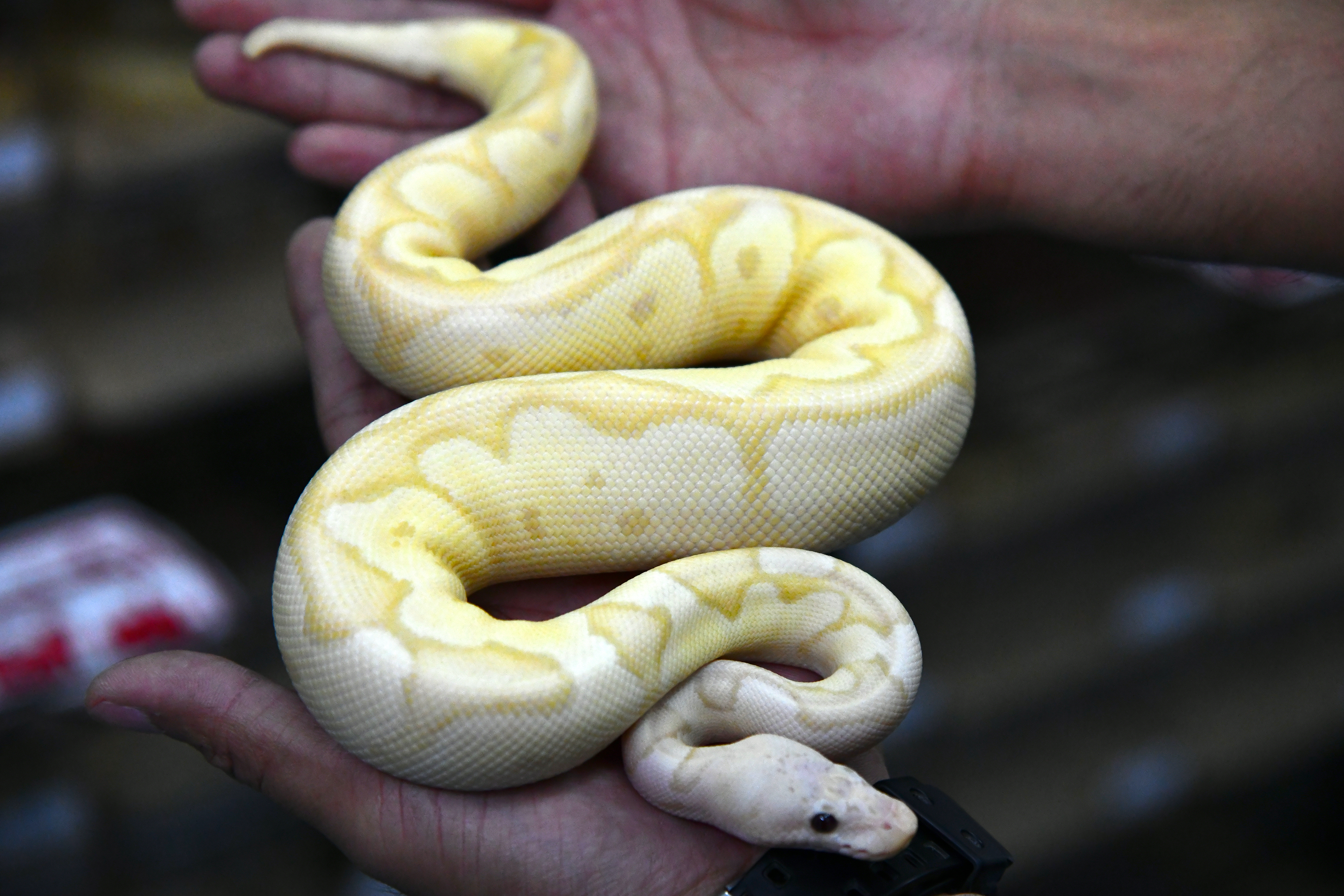
Banana ball python.
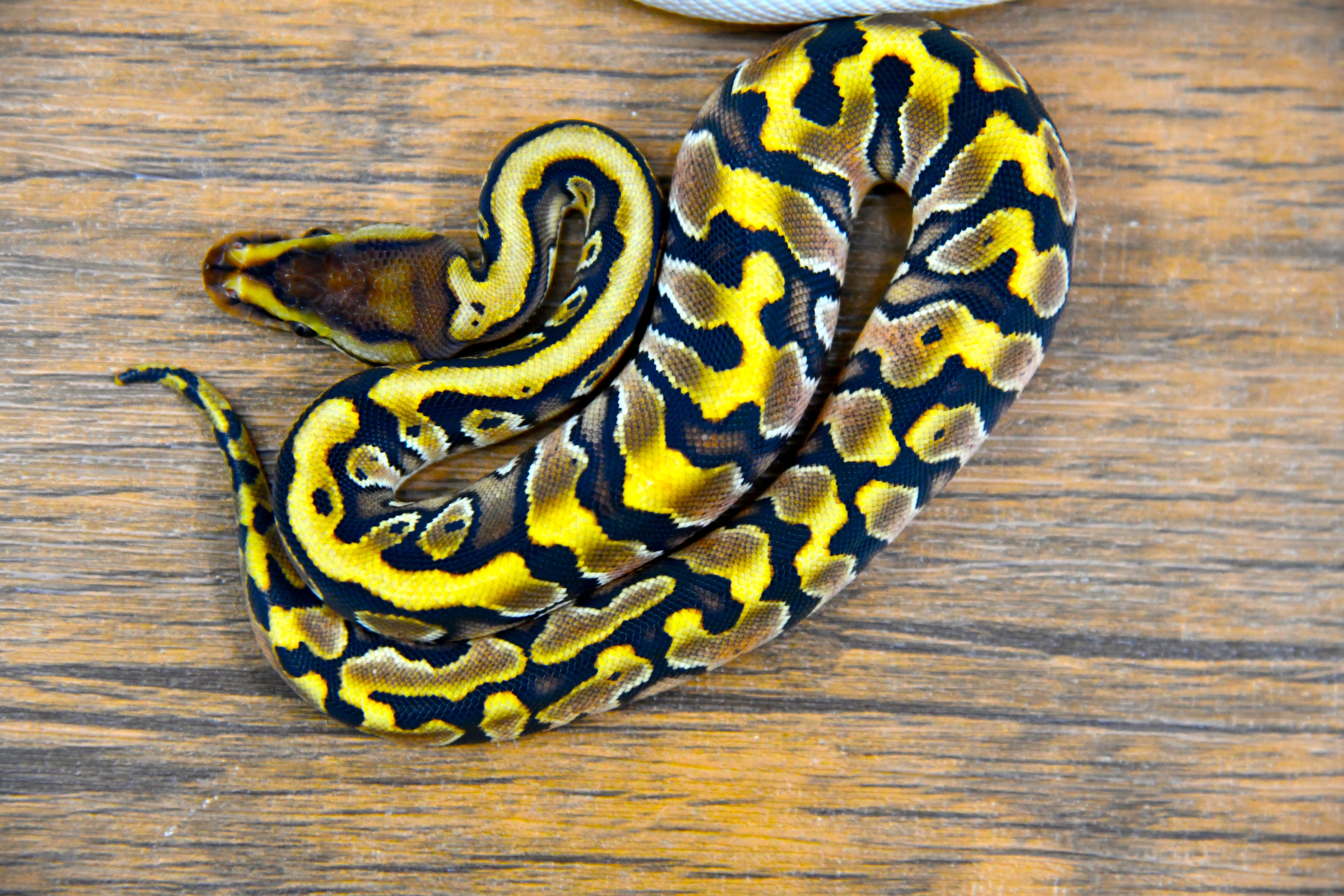
Tiger shade ball python.
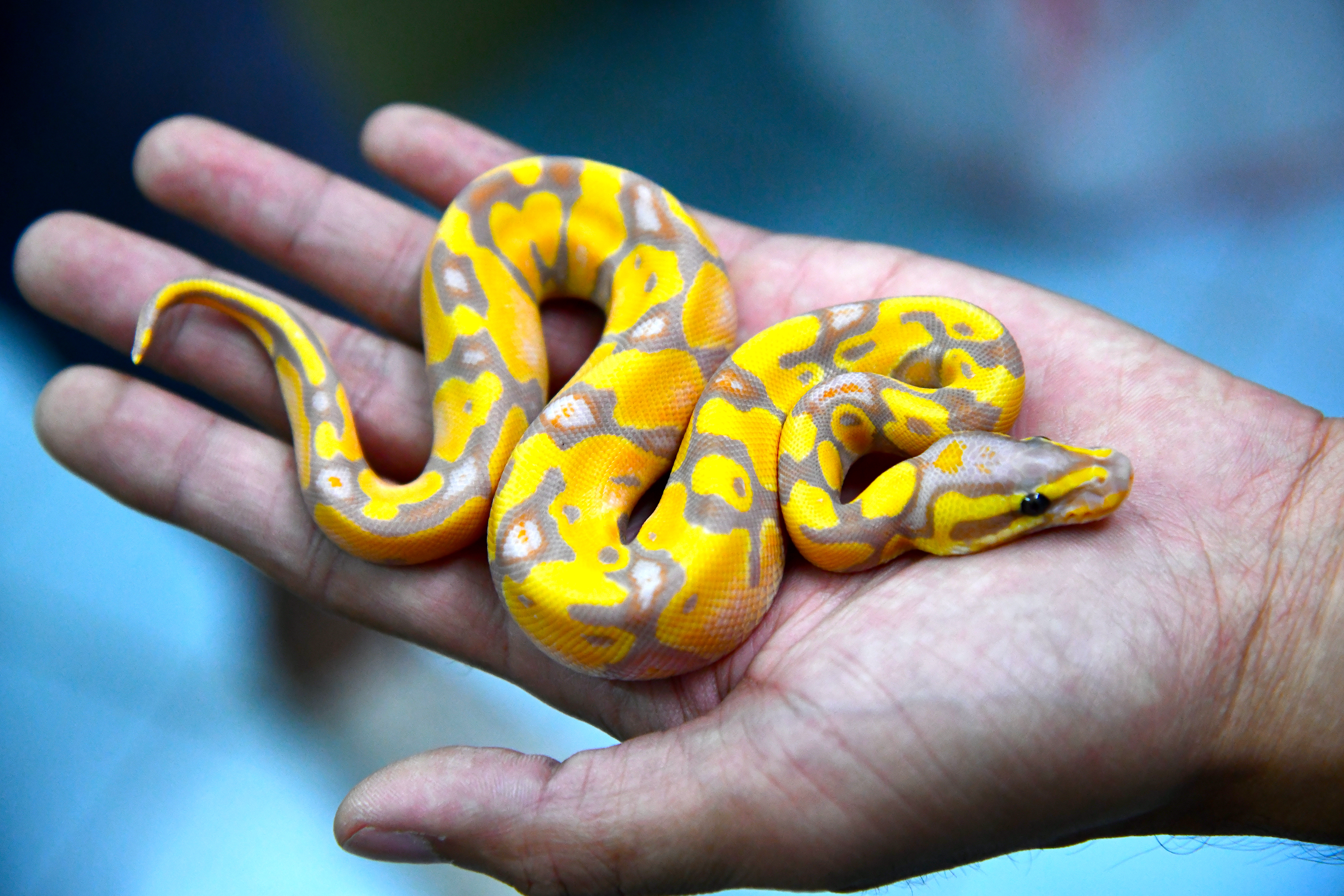
Coral Glow Ball Python
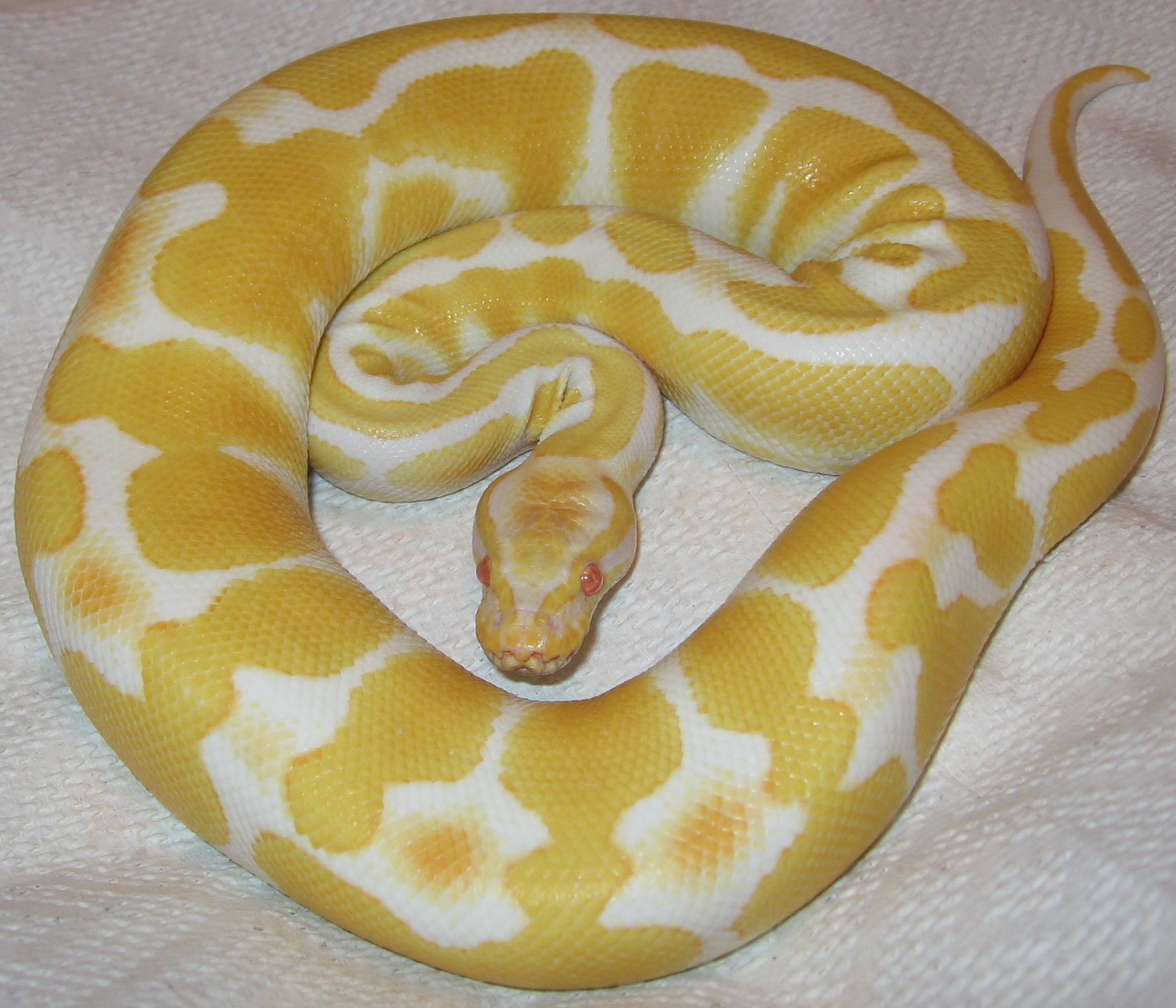
Albino Ball Python
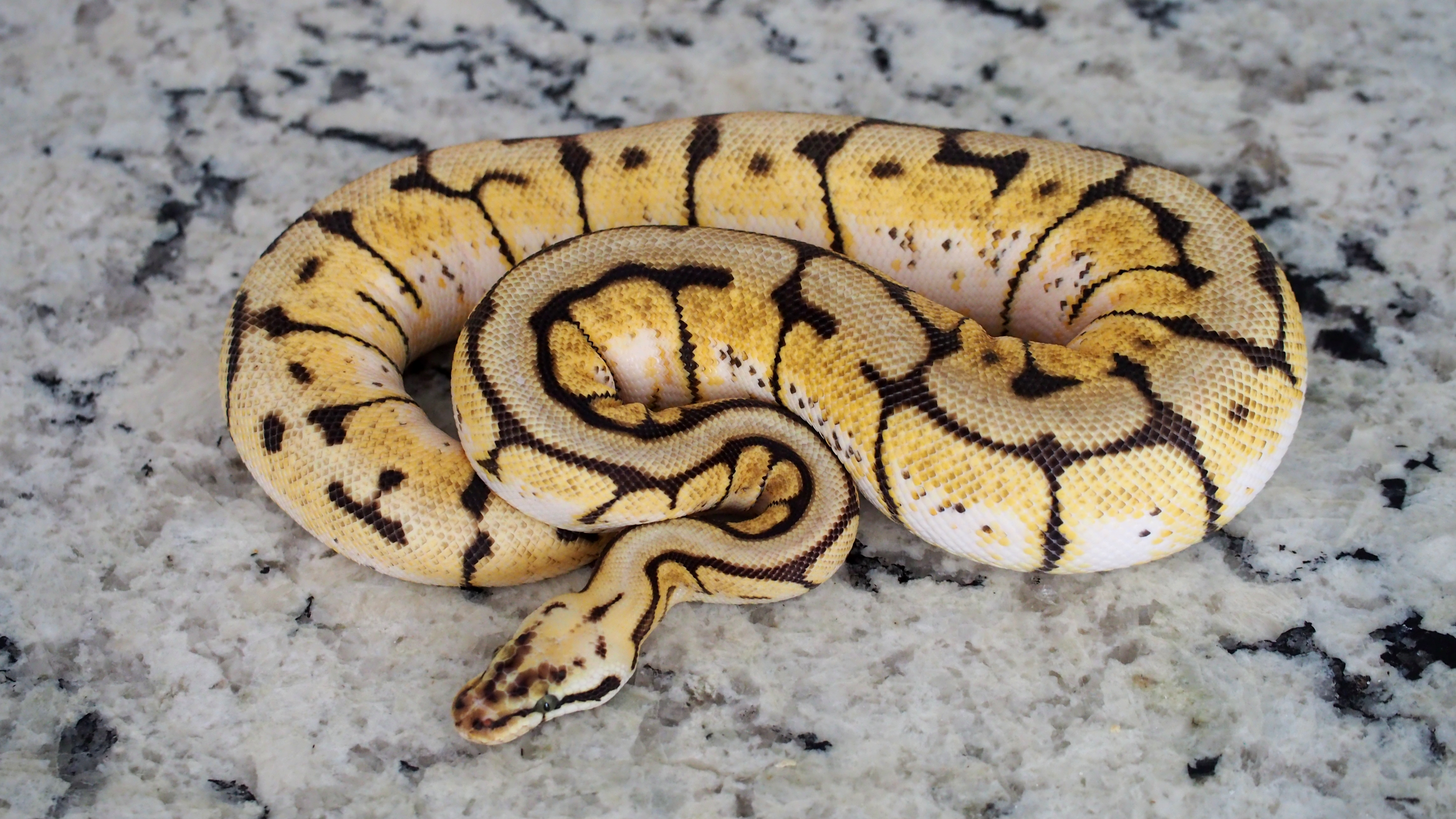
Bumblebee Ball Python
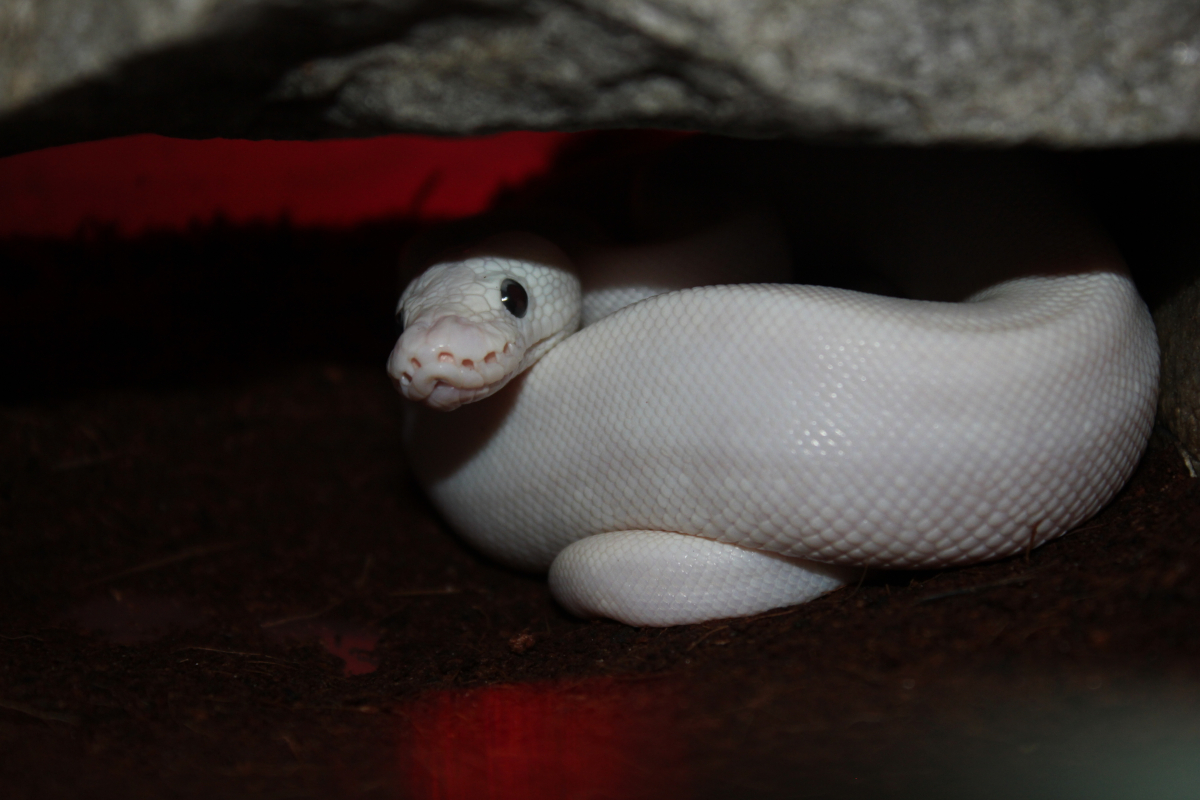
Ivory Ball Python
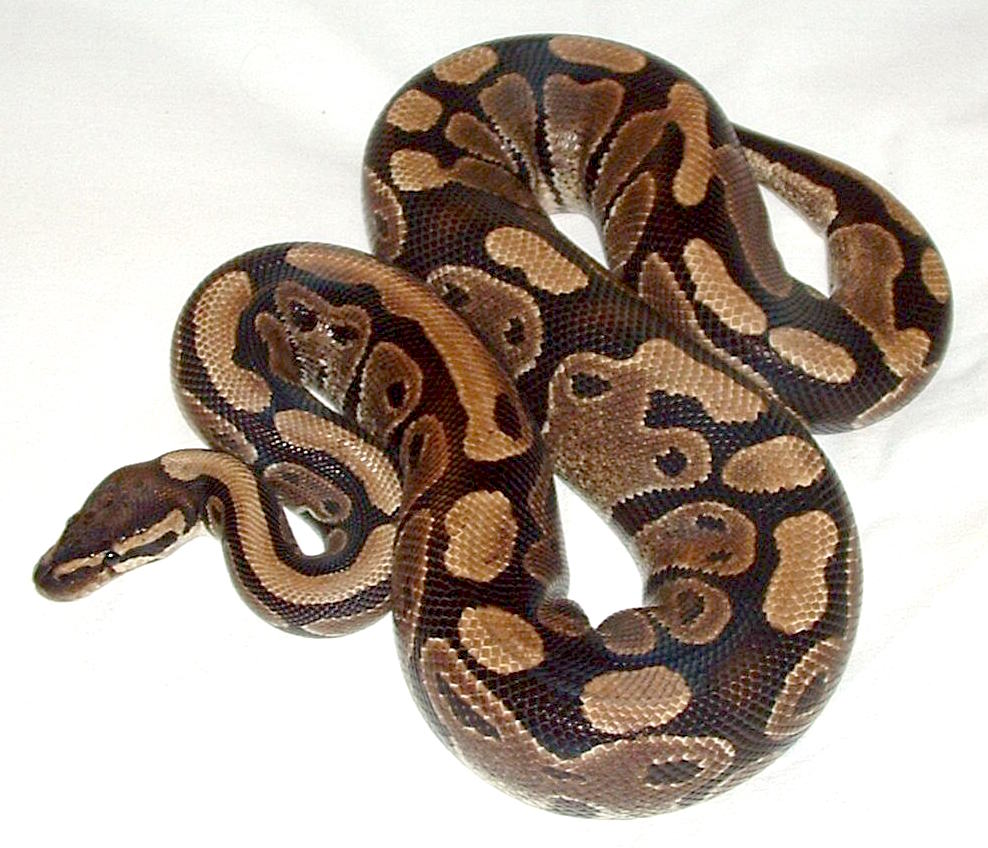
Nature coloured Ball Python
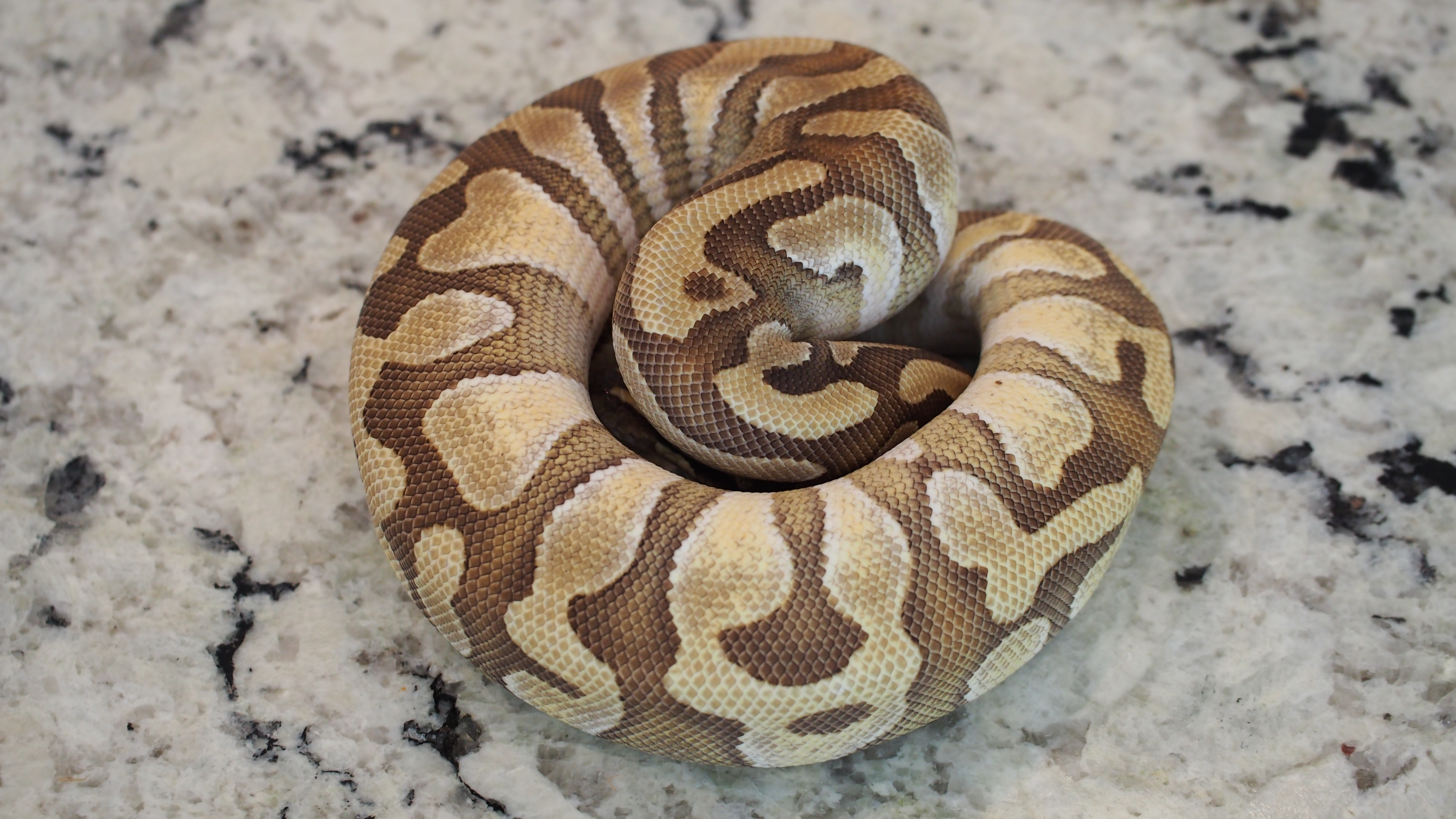
Mochi Ball Python
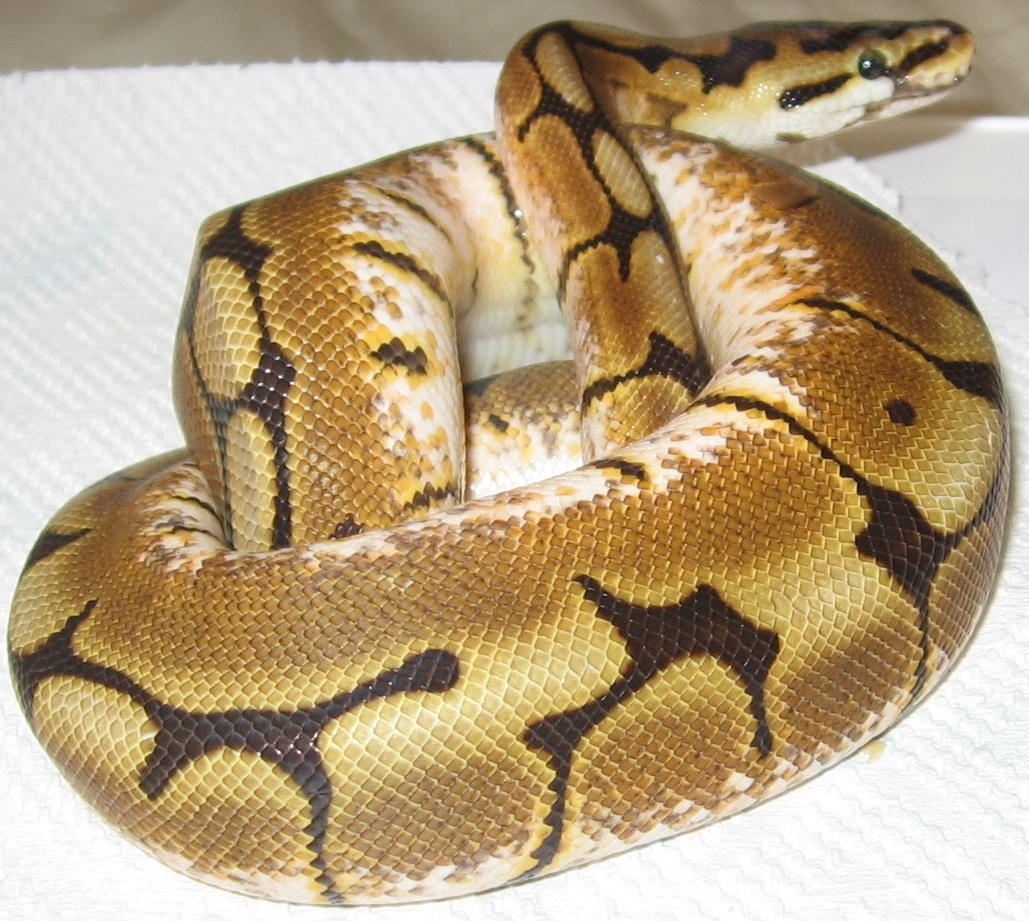
Spider Ball Python
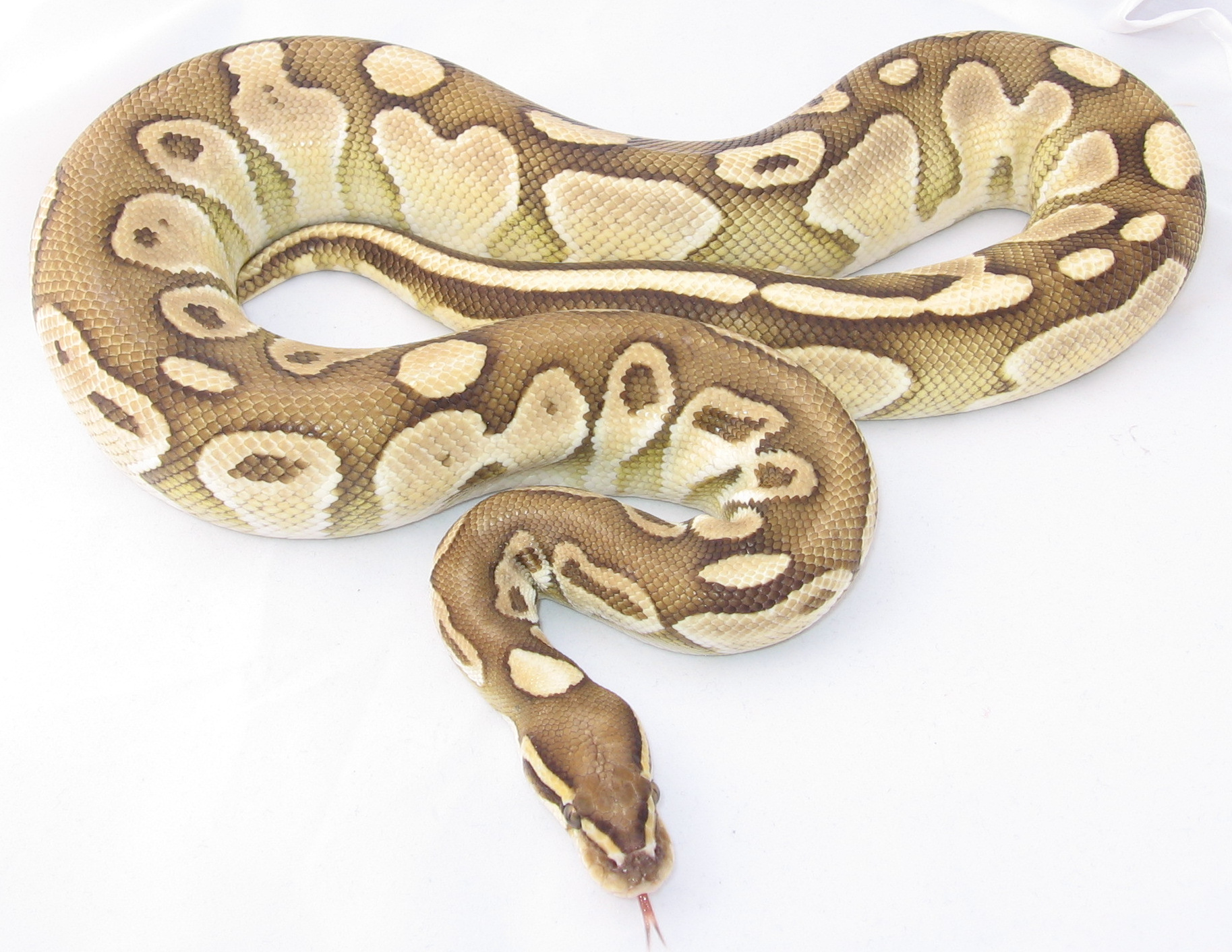
Lesser Ball Python
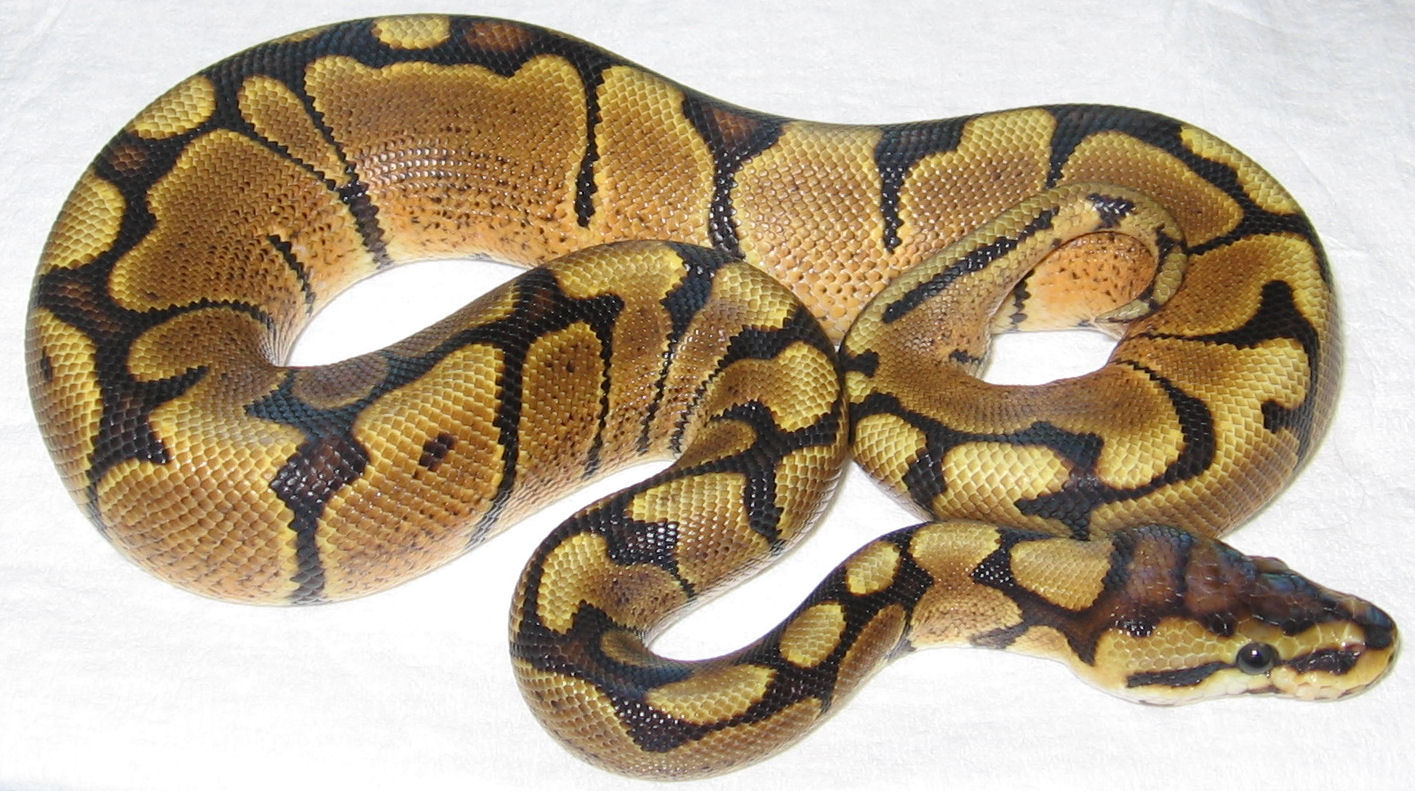
Woma Ball Python
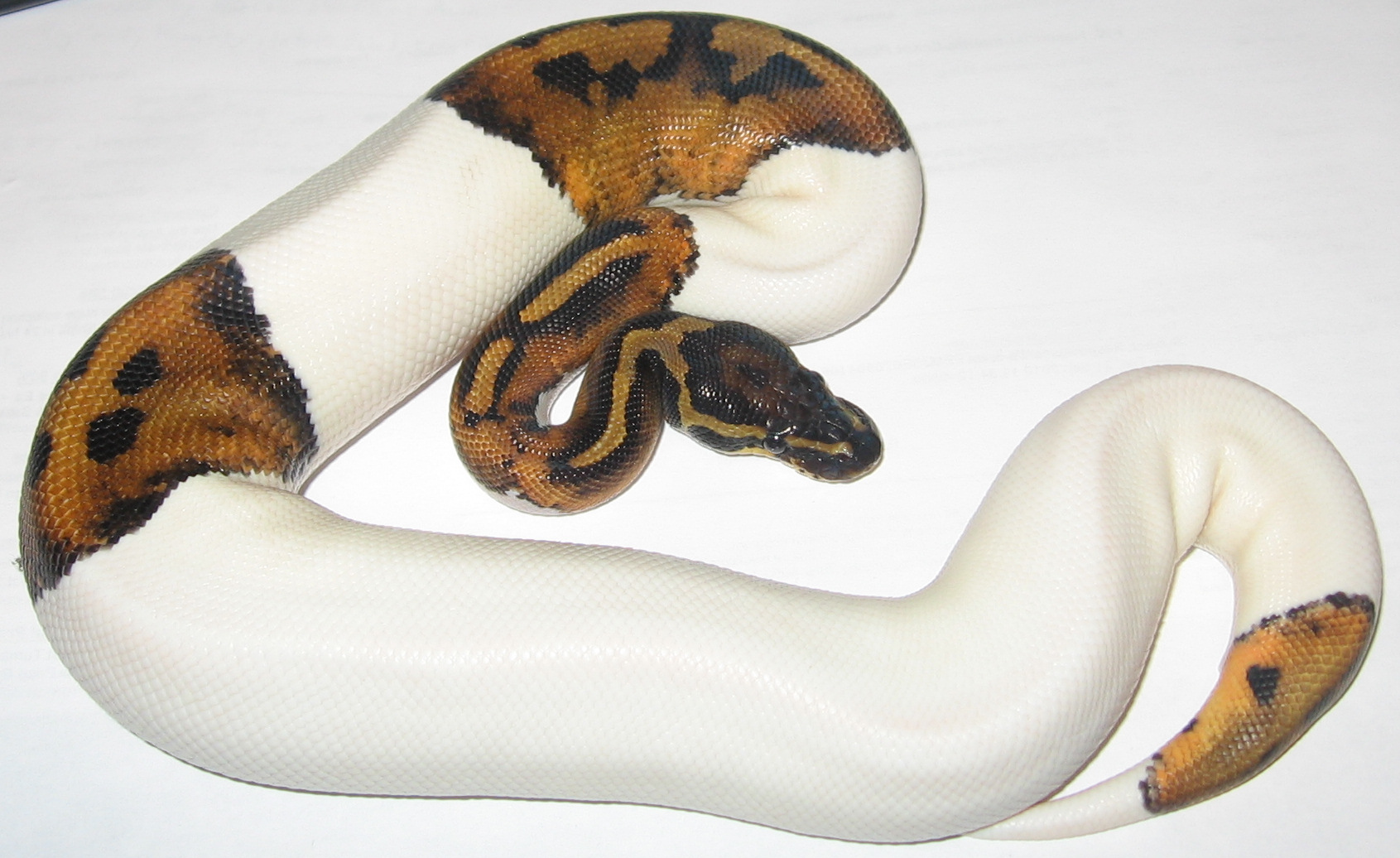
Piebald Ball Python
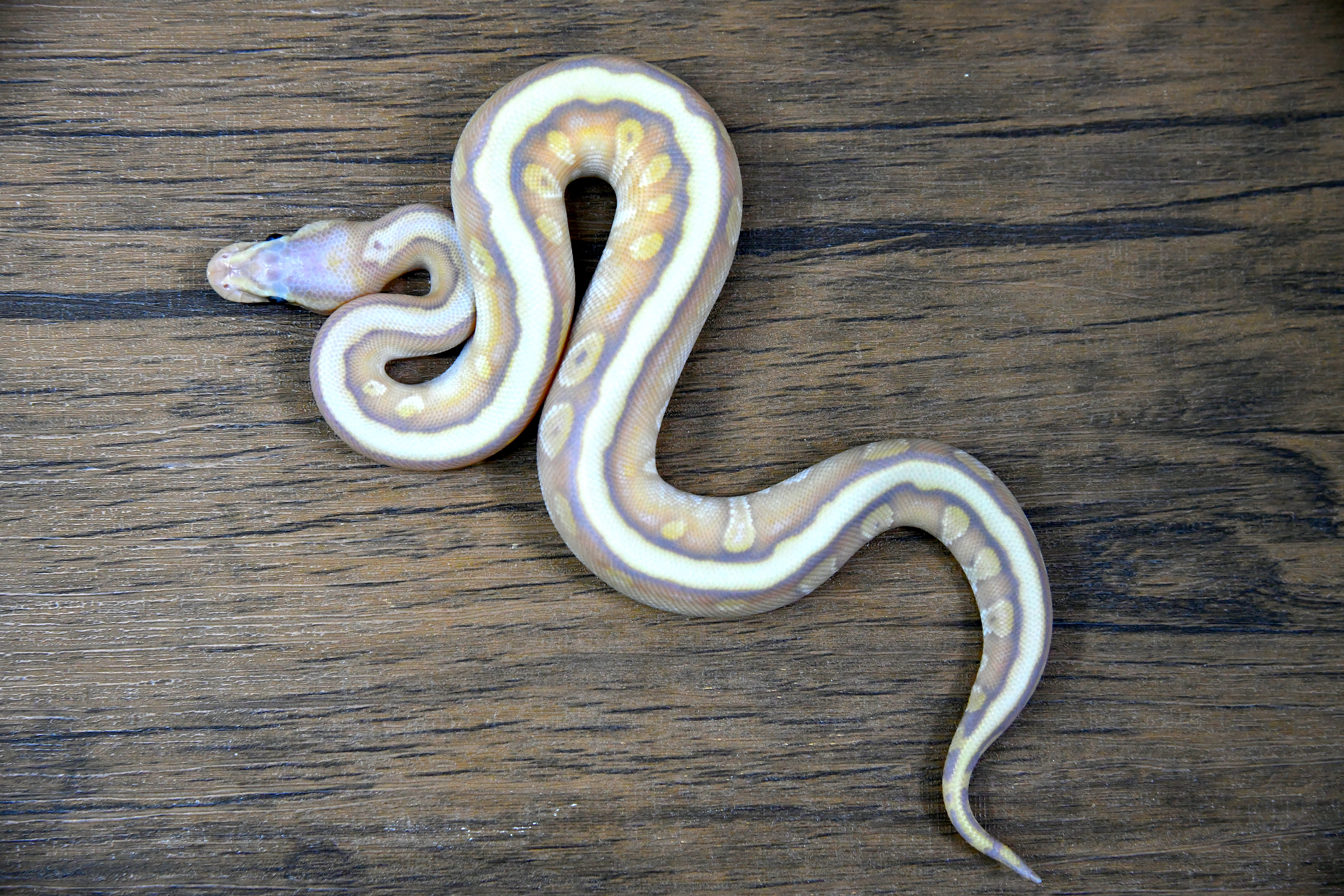
Lesser Ball Python